# Lista de autores e obras da Querela dos Antigos e Modernos
Esta é uma lista que sistematiza o nome das principais pessoas envolvidas nas discussões sobre a Querela dos Antigos e Modernos e as obras que escreveram sobre o assunto. A lista está dividida em três períodos, seguindo os debates impulsionados na França e na Inglaterra durante o século XVII e XVIII. Além disso, a disposição de autoria se dá a partir da ordem cronológica de publicação das obras.

## Primeiro período[1]
| Partidários dos antigos | Imagem                                                   | Obras                                     | Ano de publicação |
| ----------------------- | -------------------------------------------------------- | ----------------------------------------- | ----------------- |
| Nicolas Boileau         |                                                          | Sátiras I-VI e VIII-IX                    | 1666-1668         |
| Nicolas Boileau         | Traité du sublime de Longin                              | 1674                                      |                   |
| Nicolas Boileau         | L'Art poétique                                           | 1674                                      |                   |
| Nicolas Boileau         | Ode sur la prise de Namur / Discours sur l'Ode           | 1693                                      |                   |
| Nicolas Boileau         | Refléxions sur Longin                                    | 1694                                      |                   |
| Jean Racine             |                                                          | Prefácios para d'Iphigénie                | 1675              |
| Jean Racine             | Prefácios para Phèdre                                    | 1677                                      |                   |
| Jacques Pradon          |                                                          | Phèdre et Hipólito                        | 1677              |
| Jean de La Fontaine     |                                                          | Épître à Huet                             | 1687              |
| Barão de Longepierre    |                                                          | Discours sur les Anciens                  | 1688              |
| Jean de La Bruyère      |                                                          | Les caracteres ou les moeurs de ce siècle | 1688              |
| Jean de La Bruyère      | Prefácio ao Discours de réception à l'Académie Française | 1694                                      |                   |

| Partidários dos modernos        | Imagem                                              | Obras                               | Ano de publicação |
| ------------------------------- | --------------------------------------------------- | ----------------------------------- | ----------------- |
| Saint-Évremond                  |                                                     | Sur les poèmes des Anciens          | 1686              |
| Saint-Évremond                  | Sur la dispute touchant les Anciens et les Modernes | 1692                                |                   |
| Charles Perrault                |                                                     | Le siècle de Louis le Grand         | 1687              |
| Charles Perrault                | Parallèles des Anciens et des Modernes              | 1688-1697                           |                   |
| Charles Perrault                | Des hommes illustres qui ont paru en France         | 1696-1711                           |                   |
| Bernard le Bovier de Fontenelle |                                                     | Dialogues des morts                 | 1683              |
| Bernard le Bovier de Fontenelle | Digression sur les Anciens et les Modernes          | 1687                                |                   |
| Pierre Bayle                    |                                                     | Dictionnaire historique et critique | 1695-1697         |

## Segundo período[2]
| Partidários dos antigos | Imagem | Obras                                      | Ano de publicação |
| ----------------------- | ------ | ------------------------------------------ | ----------------- |
| William Temple          |        | Essay upon the ancient and modern learning | 1690              |
| Jonathan Swift          |        | A Tale of a Tub                            | 169-1704          |

| Partidários dos modernos | Imagem | Obras                                        | Ano de publicação |
| ------------------------ | ------ | -------------------------------------------- | ----------------- |
| William Wotton           |        | Reflections upon ancient and modern learning | 1694              |
| Richard Bentley          |        |                                              |                   |
| Alexander Pope           |        |                                              |                   |

## Terceiro período[1]
| Partidários dos antigos | Imagem                                            | Obras                                                                    | Ano de publicação |
| ----------------------- | ------------------------------------------------- | ------------------------------------------------------------------------ | ----------------- |
| Madame Dacier           |                                                   | L'Iliade d'Homère traduite en français avec des remarques                | 1711              |
| Madame Dacier           | Des causes de la corruption du goût               | 1714                                                                     |                   |
| Madame Dacier           | La Suite de la corruption du goût                 | 1716                                                                     |                   |
| Madame Dacier           | Homère défendu contre l'apologie du père Hardouin | 1716                                                                     |                   |
| François Gacon          |                                                   | Homère vengé                                                             | 1715              |
| Jean Boivin             |                                                   | Apologie d'Homere et bouclier d'Achille                                  | 1715              |
| François Fénelon        |                                                   | Lettres à l'Académie                                                     | 1714              |
| François Fénelon        | Lettre sur les occupations de l'Académie          | 1716                                                                     |                   |
| Étienne Fourmont        |                                                   | Examen pacifique de la querelle de Madame Dacier et Monsieur de La Motte | 1716              |

| Partidários dos modernos            | Imagem                                                        | Obras                                                                      | Ano de publicação |
| ----------------------------------- | ------------------------------------------------------------- | -------------------------------------------------------------------------- | ----------------- |
| Antoine Houdar de La Motte          |                                                               | Discours sur Homère                                                        | 1714              |
| Antoine Houdar de La Motte          | L'Iliade en vers français                                     | 1714                                                                       |                   |
| Antoine Houdar de La Motte          | Réflexions sur la critique                                    | 1715                                                                       |                   |
| Jean-François de Pons               |                                                               | Lettre à Monsieur sur l'Iliade de M. de la Motte                           | 1714              |
| Jean-François de Pons               | Dissertation sur le poete epique, contre la doutrina de M. D. | 1717                                                                       |                   |
| Thémiseul de Saint-Hyacinthe        |                                                               | Lettre à Madame Dacier, Sur son livre des Causes de la Corruption du goust | 1715              |
| Jean Terrasson                      |                                                               | Dissertation critique sur l'Iliade d'Homère                                | 1715              |
| Jean Hardouin                       |                                                               |                                                                            | 1716              |
| François Hédelin, Abade de Aubignac |                                                               | Conjectures académiques, ou dissertation sur l'Iliade                      | 1715              |

## Outros pessoas envolvidas
| Partidários dos modernos       | Imagem                                                                             | Obras                                                 | Ano de publicação |
| ------------------------------ | ---------------------------------------------------------------------------------- | ----------------------------------------------------- | ----------------- |
| Pierre Le Moyne d'Iberville    |                                                                                    | St. Louis                                             | 1657              |
| Georges de Scudéry             |                                                                                    | Alaric                                                | 1654              |
| Antoine Godeau                 |                                                                                    | Saint-Paul                                            | 1656              |
| Jean Chapelain                 |                                                                                    | La Pucelle                                            | 1657              |
| Jean Desmarets de Saint-Sorlin |                                                                                    | Clóvis                                                | 1657              |
| Jean Desmarets de Saint-Sorlin | La comparaison de la langue et de la poésie française avec la grecque et la latine | 1670                                                  |                   |
| Jean Desmarets de Saint-Sorlin | Défense du poème héroïque                                                          | 1675                                                  |                   |
| Jean Desmarets de Saint-Sorlin | Défense de la poésie et de la langue française                                     | 1675                                                  |                   |
| Michel de Marolles             |                                                                                    | Traité du poème épique                                | 1662              |
| Michel de Marolles             | Considérations en faveur de la langue françoise                                    | 1677                                                  |                   |
| Louis Le Laboureur             |                                                                                    | Avantages de la langue française                      | 1667              |
| Louis Le Laboureur             | Charlemagne                                                                        | 1664                                                  |                   |
| Paul Pellisson                 |                                                                                    | Relation contenant l'Histoire de l'Académie Françoise | 1672              |
| François Charpentier           |                                                                                    | Défense de la langue françoise pour l'Arc de triomphe | 1676              |
| François Charpentier           | De l'excellence de la langue françoise                                             | 1683                                                  |                   |